# Narodowy Instytut Polskiego Dziedzictwa Kulturowego za Granicą „Polonika”
Narodowy Instytut Polskiego Dziedzictwa Kulturowego za Granicą „Polonika” (do czerwca 2018 jako Narodowy Instytut Polskiego Dziedzictwa Kulturowego za Granicą) – państwowa instytucja kultury utworzona na podstawie zarządzenia ministra kultury i dziedzictwa narodowego Piotra Glińskiego z dnia 18 grudnia 2017 r. w sprawie utworzenia państwowej instytucji kultury – Narodowego Instytutu Polskiego Dziedzictwa Kulturowego za Granicą (Dz. Urz. MKiDN poz. 86).

## Zadania
Do zakresu działalności Instytutu należy:
1) gromadzenie i upowszechnianie wiedzy o pozostającym poza granicami kraju polskim dziedzictwie kulturowym;
2) prowadzenie działań na rzecz zachowania materialnych śladów kultury polskiej za granicą;
3) wspieranie, promowanie i prowadzenie badań nad polskim dziedzictwem kulturowym za granicą;
4) budowanie pozytywnego wizerunku Polski i jej dziedzictwa kulturowego, jako elementu dziedzictwa europejskiego i światowego;
5) współpraca z instytucjami lub organizacjami prowadzącymi działalność w zakresie ochrony polskiego dziedzictwa kulturowego za
granicą;
6) realizowanie zadań zleconych przez Ministra w zakresie wykonywania umów międzynarodowych, postanowień komisji dwustronnych oraz tworzenia i aktualizowania strategii ochrony polskiego dziedzictwa kulturowego za granicą.
Powyższe działania Instytut realizuje poprzez:
1) prowadzenie projektów konserwatorskich i remontowo–konserwatorskich obiektów polskiego dziedzictwa kulturowego za granicą, w tym prac zabezpieczających i archeologicznych;
2) prowadzenie prac dokumentacyjnych, digitalizacje zasobów, badania oraz wykonywanie ekspertyz;
3) działania na rzecz tworzenia w zagranicznych instytucjach, posiadających zbiory poloników, stałych ekspozycji sztuki polskiej oraz wyodrębnionych zbiorów archiwalnych i bibliotecznych;
4) upamiętnianie osób i wydarzeń;
5) tworzenie i prowadzenie baz danych i portali poświęconych tematyce związanej z polskim dziedzictwem kulturowym za granicą;
6) monitorowanie i analizowanie zagrożeń dla polskiego dziedzictwa kulturowego poza granicami;
7) opracowywanie i zlecanie badań, analiz i ekspertyz służących diagnozie oraz prognozowaniu kierunków rozwoju dziedziny objętej przedmiotem działania Instytutu;
8) opracowywanie i wydawanie publikacji, w tym książek, czasopism i publikacji multimedialnych, a także produkcja filmów dokumentalnych;
9) organizowanie konferencji, seminariów, sympozjów, warsztatów, wystaw oraz innych wydarzeń;
10) prowadzenie akcji promocyjnych, edukacyjnych i informacyjnych oraz innych przedsięwzięć mających na celu popularyzację polskiego dziedzictwa kulturowego za granicą;
11) zawieranie umów i porozumień z innymi podmiotami w celu wspólnej realizacji lub zlecania projektów;
12) realizowanie programów mających na celu finansowanie lub dofinansowanie zadań podmiotów prowadzących działalność w zakresie dziedziny objętej przedmiotem działania Instytutu;
13) organizowanie programów własnych oraz powierzonych do realizacji przez Ministra;
14) organizowanie, na zlecenie Ministra, czynności związanych z przyznawaniem nagród i stypendiów Ministra, w tym ogłaszanie i przeprowadzanie konkursów;
15) pozyskiwanie na swą działalność środków pozabudżetowych z funduszy krajowych i zagranicznych, w tym Unii Europejskiej.